# Seznam dílů seriálu 24 hodin
Toto je seznam dílů seriálu 24 hodin. Americký akční televizní seriál 24 hodin byl ve Spojených státech premiérově vysílán mezi lety 2001 a 2014. Celkem vzniklo 204 dílů seskupených do 9 řad a jeden televizní film. V Česku byl seriál vysílán poprvé mezi lety 2004 až 2015 na stanicích Nova (1.–4. a 6. řada), Nova Cinema (5. řada), Fanda (film, 7.–8. řada) a Prima Cool (9. řada).

## Přehled řad
| Řada | Díly  | Premiéra v USA     | Premiéra v USA     | Premiéra v ČR     | Premiéra v ČR      |
| Řada | Díly  | První díl          | Poslední díl       | První díl         | Poslední díl       |
| ---- | ----- | ------------------ | ------------------ | ----------------- | ------------------ |
| 1    | 24    | 6. listopadu 2001  | 21. května 2002    | 10. února 2004    | 29. dubna 2004     |
| 2    | 24    | 29. října 2002     | 20. května 2003    | 6. září 2004      | 30. ledna 2005     |
| 3    | 24    | 28. října 2003     | 25. května 2004    | 3. dubna 2005     | 4. září 2005       |
| 4    | 24    | 9. ledna 2005      | 23. května 2005    | 6. července 2008  | 9. listopadu 2008  |
| 5    | 24    | 15. ledna 2006     | 22. května 2006    | 22. května 2009   | 7. srpna 2009      |
| 6    | 24    | 14. ledna 2007     | 21. května 2007    | 1. února 2012†    | 27. března 2012†   |
| 7    | 1 (2) | 23. listopadu 2008 | 23. listopadu 2008 | 15. července 2012 | 15. července 2012  |
| 7    | 24    | 11. ledna 2009     | 18. května 2009    | 22. července 2012 | 28. října 2012     |
| 8    | 24    | 17. ledna 2010     | 24. května 2010    | 8. října 2013     | 13. listopadu 2013 |
| 9    | 12    | 5. května 2014     | 14. července 2014  | 19. června 2015   | 24. července 2015  |

## Seznam dílů
Díly označené symbolem † byly uveřejněny v TV programu uvedeného dne, ovšem naplánovaný začátek měly těsně před půlnocí nebo až v prvních dvou hodinách následujícího dne.

### První řada (2001–2002)
| Č. v seriálu | Č. v řadě | Původní název           | Režie                 | Scénář                                                                     | Premiéra v USA     | Premiéra v ČR   | Prod. kód |
| ------------ | --------- | ----------------------- | --------------------- | -------------------------------------------------------------------------- | ------------------ | --------------- | --------- |
| 1            | 1         | 12:00 a.m. – 1:00 a.m.  | Stephen Hopkins       | Robert Cochran a Joel Surnow                                               | 6. listopadu 2001  | 10. února 2004  | 1AFF79    |
| 2            | 2         | 1:00 a.m. – 2:00 a.m.   | Stephen Hopkins       | Joel Surnow a Michael Loceff                                               | 13. listopadu 2001 | 12. února 2004  | 1AFF01    |
| 3            | 3         | 2:00 a.m. – 3:00 a.m.   | Stephen Hopkins       | Joel Surnow a Michael Loceff                                               | 20. listopadu 2001 | 17. února 2004  | 1AFF02    |
| 4            | 4         | 3:00 a.m. – 4:00 a.m.   | Winrich Kolbe         | Robert Cochran                                                             | 27. listopadu 2001 | 19. února 2004  | 1AFF03    |
| 5            | 5         | 4:00 a.m. – 5:00 a.m.   | Winrich Kolbe         | Chip Johannessen                                                           | 11. prosince 2001  | 24. února 2004  | 1AFF04    |
| 6            | 6         | 5:00 a.m. – 6:00 a.m.   | Bryan Spicer          | Howard Gordon                                                              | 18. prosince 2001  | 26. února 2004  | 1AFF05    |
| 7            | 7         | 6:00 a.m. – 7:00 a.m.   | Bryan Spicer          | Andrea Newman                                                              | 8. ledna 2002      | 2. března 2004  | 1AFF06    |
| 8            | 8         | 7:00 a.m. – 8:00 a.m.   | Stephen Hopkins       | Joel Surnow a Michael Loceff                                               | 15. ledna 2002     | 4. března 2004  | 1AFF07    |
| 9            | 9         | 8:00 a.m. – 9:00 a.m.   | Stephen Hopkins       | Virgil Williams                                                            | 22. ledna 2002     | 9. března 2004  | 1AFF08    |
| 10           | 10        | 9:00 a.m. – 10:00 a.m.  | Davis Guggenheim      | Lawrence Hertzog                                                           | 5. února 2002      | 11. března 2004 | 1AFF09    |
| 11           | 11        | 10:00 a.m. – 11:00 a.m. | Davis Guggenheim      | Robert Cochran                                                             | 12. února 2002     | 16. března 2004 | 1AFF10    |
| 12           | 12        | 11:00 a.m. – 12:00 p.m. | Stephen Hopkins       | Howard Gordon                                                              | 19. února 2002     | 18. března 2004 | 1AFF11    |
| 13           | 13        | 12:00 p.m. – 1:00 p.m.  | Stephen Hopkins       | Andrea Newman                                                              | 26. února 2002     | 23. března 2004 | 1AFF12    |
| 14           | 14        | 1:00 p.m. – 2:00 p.m.   | Jon Cassar            | Joel Surnow a Michael Loceff                                               | 5. března 2002     | 25. března 2004 | 1AFF13    |
| 15           | 15        | 2:00 p.m. – 3:00 p.m.   | Jon Cassar            | Michael S. Chernuchin                                                      | 12. března 2002    | 30. března 2004 | 1AFF14    |
| 16           | 16        | 3:00 p.m. – 4:00 p.m.   | Stephen Hopkins       | Robert Cochran a Howard Gordon                                             | 19. března 2002    | 1. dubna 2004   | 1AFF15    |
| 17           | 17        | 4:00 p.m. – 5:00 p.m.   | Stephen Hopkins       | Michael S. Chernuchin                                                      | 26. března 2002    | 6. dubna 2004   | 1AFF16    |
| 18           | 18        | 5:00 p.m. – 6:00 p.m.   | Frederick King Keller | Maurice Hurley                                                             | 2. dubna 2002      | 8. dubna 2004   | 1AFF17    |
| 19           | 19        | 6:00 p.m. – 7:00 p.m.   | Frederick King Keller | Joel Surnow a Michael Loceff                                               | 9. dubna 2002      | 13. dubna 2004  | 1AFF18    |
| 20           | 20        | 7:00 p.m. – 8:00 p.m.   | Stephen Hopkins       | Robert Cochran a Howard Gordon                                             | 16. dubna 2002     | 15. dubna 2004  | 1AFF19    |
| 21           | 21        | 8:00 p.m. – 9:00 p.m.   | Stephen Hopkins       | Joel Surnow a Michael Loceff                                               | 23. dubna 2002     | 20. dubna 2004  | 1AFF20    |
| 22           | 22        | 9:00 p.m. – 10:00 p.m.  | Paul Shapiro          | Joel Surnow a Michael Loceff                                               | 7. května 2002     | 22. dubna 2004  | 1AFF21    |
| 23           | 23        | 10:00 p.m. – 11:00 p.m. | Paul Shapiro          | Robert Cochran a Howard Gordon                                             | 14. května 2002    | 27. dubna 2004  | 1AFF22    |
| 24           | 24        | 11:00 p.m. – 12:00 a.m. | Stephen Hopkins       | námět: Robert Cochran a Howard Gordon scénář: Joel Surnow a Michael Loceff | 21. května 2002    | 29. dubna 2004  | 1AFF23    |

### Druhá řada (2002–2003)
| Č. v seriálu | Č. v řadě | Původní název                  | Režie                 | Scénář                                                                     | Premiéra v USA     | Premiéra v ČR      | Prod. kód |
| ------------ | --------- | ------------------------------ | --------------------- | -------------------------------------------------------------------------- | ------------------ | ------------------ | --------- |
| 25           | 1         | Day 2: 8:00 a.m. – 9:00 a.m.   | Jon Cassar            | Joel Surnow a Michael Loceff                                               | 29. října 2002     | 6. září 2004       | 2AFF01    |
| 26           | 2         | Day 2: 9:00 a.m. – 10:00 a.m.  | Jon Cassar            | Joel Surnow a Michael Loceff                                               | 5. listopadu 2002  | 13. září 2004      | 2AFF02    |
| 27           | 3         | Day 2: 10:00 a.m. – 11:00 a.m. | James Whitmore, Jr.   | Howard Gordon                                                              | 12. listopadu 2002 | 20. září 2004      | 2AFF03    |
| 28           | 4         | Day 2: 11:00 a.m. – 12:00 p.m. | James Whitmore, Jr.   | Remi Aubuchon                                                              | 19. listopadu 2002 | 27. září 2004      | 2AFF04    |
| 29           | 5         | Day 2: 12:00 p.m. – 1:00 p.m.  | Jon Cassar            | Gil Grant                                                                  | 26. listopadu 2002 | 4. října 2004      | 2AFF05    |
| 30           | 6         | Day 2: 1:00 p.m. – 2:00 p.m.   | Jon Cassar            | Elizabeth M. Cosin                                                         | 3. prosince 2002   | 17. října 2004     | 2AFF06    |
| 31           | 7         | Day 2: 2:00 p.m. – 3:00 p.m.   | James Whitmore, Jr.   | Virgil Williams                                                            | 10. prosince 2002  | 24. října 2004     | 2AFF07    |
| 32           | 8         | Day 2: 3:00 p.m. – 4:00 p.m.   | James Whitmore, Jr.   | Joel Surnow a Michael Loceff                                               | 17. prosince 2002  | 31. října 2004     | 2AFF08    |
| 33           | 9         | Day 2: 4:00 p.m. – 5:00 p.m.   | Rodney Charters       | Howard Gordon                                                              | 7. ledna 2003      | 7. listopadu 2004  | 2AFF09    |
| 34           | 10        | Day 2: 5:00 p.m. – 6:00 p.m.   | Rodney Charters       | David Ehrman                                                               | 14. ledna 2003     | 14. listopadu 2004 | 2AFF10    |
| 35           | 11        | Day 2: 6:00 p.m. – 7:00 p.m.   | Frederick King Keller | Gil Grant                                                                  | 4. února 2003      | 21. listopadu 2004 | 2AFF11    |
| 36           | 12        | Day 2: 7:00 p.m. – 8:00 p.m.   | Frederick King Keller | Evan Katz                                                                  | 11. února 2003     | 28. listopadu 2004 | 2AFF12    |
| 37           | 13        | Day 2: 8:00 p.m. – 9:00 p.m.   | Jon Cassar            | Maurice Hurley                                                             | 18. února 2003     | 5. prosince 2004   | 2AFF13    |
| 38           | 14        | Day 2: 9:00 p.m. – 10:00 p.m.  | Jon Cassar            | Joel Surnow a Michael Loceff                                               | 25. února 2003     | 12. prosince 2004  | 2AFF14    |
| 39           | 15        | Day 2: 10:00 p.m. – 11:00 p.m. | Ian Toynton           | Robert Cochran                                                             | 4. března 2003     | 19. prosince 2004  | 2AFF15    |
| 40           | 16        | Day 2: 11:00 p.m. – 12:00 a.m. | Ian Toynton           | Howard Gordon a Evan Katz                                                  | 25. března 2003    | 2. ledna 2005      | 2AFF16    |
| 41           | 17        | Day 2: 12:00 a.m. – 1:00 a.m.  | Jon Cassar            | Evan Katz a Gil Grant                                                      | 1. dubna 2003      | 9. ledna 2005      | 2AFF17    |
| 42           | 18        | Day 2: 1:00 a.m. – 2:00 a.m.   | Jon Cassar            | Joel Surnow a Michael Loceff                                               | 8. dubna 2003      | 9. ledna 2005      | 2AFF18    |
| 43           | 19        | Day 2: 2:00 a.m. – 3:00 a.m.   | James Whitmore, Jr.   | Howard Gordon                                                              | 15. dubna 2003     | 16. ledna 2005     | 2AFF19    |
| 44           | 20        | Day 2: 3:00 a.m. – 4:00 a.m.   | James Whitmore, Jr.   | Neil Cohen                                                                 | 22. dubna 2003     | 16. ledna 2005     | 2AFF20    |
| 45           | 21        | Day 2: 4:00 a.m. – 5:00 a.m.   | Ian Toynton           | Robert Cochran a Howard Gordon                                             | 29. dubna 2003     | 23. ledna 2005     | 2AFF21    |
| 46           | 22        | Day 2: 5:00 a.m. – 6:00 a.m.   | Ian Toynton           | Virgil Williams a Duppy Demetrius                                          | 6. května 2003     | 23. ledna 2005     | 2AFF22    |
| 47           | 23        | Day 2: 6:00 a.m. – 7:00 a.m.   | Jon Cassar            | Gil Grant a Evan Katz                                                      | 13. května 2003    | 30. ledna 2005     | 2AFF23    |
| 48           | 24        | Day 2: 7:00 a.m. – 8:00 a.m.   | Jon Cassar            | námět: Robert Cochran a Howard Gordon scénář: Joel Surnow a Michael Loceff | 20. května 2003    | 30. ledna 2005     | 2AFF24    |

### Třetí řada (2003–2004)
| Č. v seriálu | Č. v řadě | Původní název                  | Režie                 | Scénář                                                                       | Premiéra v USA     | Premiéra v ČR      | Prod. kód |
| ------------ | --------- | ------------------------------ | --------------------- | ---------------------------------------------------------------------------- | ------------------ | ------------------ | --------- |
| 49           | 1         | Day 3: 1:00 p.m. – 2:00 p.m.   | Jon Cassar            | Joel Surnow a Michael Loceff                                                 | 28. října 2003     | 3. dubna 2005      | 3AFF01    |
| 50           | 2         | Day 3: 2:00 p.m. – 3:00 p.m.   | Jon Cassar            | Joel Surnow a Michael Loceff                                                 | 4. listopadu 2003  | 10. dubna 2005     | 3AFF02    |
| 51           | 3         | Day 3: 3:00 p.m. – 4:00 p.m.   | Ian Toynton           | Howard Gordon                                                                | 11. listopadu 2003 | 17. dubna 2005     | 3AFF03    |
| 52           | 4         | Day 3: 4:00 p.m. – 5:00 p.m.   | Ian Toynton           | Stephen Kronish                                                              | 18. listopadu 2003 | 24. dubna 2005     | 3AFF04    |
| 53           | 5         | Day 3: 5:00 p.m. – 6:00 p.m.   | Jon Cassar            | Evan Katz                                                                    | 25. listopadu 2003 | 1. května 2005     | 3AFF05    |
| 54           | 6         | Day 3: 6:00 p.m. – 7:00 p.m.   | Jon Cassar            | Duppy Demetrius                                                              | 2. prosince 2003   | 8. května 2005     | 3AFF06    |
| 55           | 7         | Day 3: 7:00 p.m. – 8:00 p.m.   | Ian Toynton           | Robert Cochran a Howard Gordon                                               | 9. prosince 2003   | 15. května 2005    | 3AFF07    |
| 56           | 8         | Day 3: 8:00 p.m. – 9:00 p.m.   | Ian Toynton           | Robert Cochran a Howard Gordon                                               | 16. prosince 2003  | 22. května 2005    | 3AFF08    |
| 57           | 9         | Day 3: 9:00 p.m. – 10:00 p.m.  | Brad Turner           | námět: Robert Cochran a Howard Gordon scénář: Evan Katz a Stephen Kronish    | 6. ledna 2004      | 29. května 2005    | 3AFF09    |
| 58           | 10        | Day 3: 10:00 p.m. – 11:00 p.m. | Brad Turner           | Joel Surnow a Michael Loceff                                                 | 13. ledna 2004     | 5. června 2005     | 3AFF10    |
| 59           | 11        | Day 3: 11:00 p.m. – 12:00 a.m. | Jon Cassar            | Joel Surnow a Michael Loceff                                                 | 27. ledna 2004     | 12. června 2005    | 3AFF11    |
| 60           | 12        | Day 3: 12:00 a.m. – 1:00 a.m.  | Jon Cassar            | námět: Evan Katz a Stephen Kronish scénář: Robert Cochran a Howard Gordon    | 3. února 2004      | 19. června 2005    | 3AFF12    |
| 61           | 13        | Day 3: 1:00 a.m. – 2:00 a.m.   | Bryan Spicer          | námět: Robert Cochran a Stephen Kronish scénář: Joel Surnow a Michael Loceff | 10. února 2004     | 26. června 2005    | 3AFF13    |
| 62           | 14        | Day 3: 2:00 a.m. – 3:00 a.m.   | Bryan Spicer          | Howard Gordon a Evan Katz                                                    | 17. února 2004     | 3. července 2005†  | 3AFF14    |
| 63           | 15        | Day 3: 3:00 a.m. – 4:00 a.m.   | Kevin Hooks           | námět: Michael Loceff scénář: Robert Cochran a Howard Gordon                 | 24. února 2004     | 10. července 2005† | 3AFF15    |
| 64           | 16        | Day 3: 4:00 a.m. – 5:00 a.m.   | Kevin Hooks           | Evan Katz a Stephen Kronish                                                  | 30. března 2004    | 17. července 2005† | 3AFF16    |
| 65           | 17        | Day 3: 5:00 a.m. – 6:00 a.m.   | Ian Toynton           | Robert Cochran a Stephen Kronish                                             | 6. dubna 2004      | 24. července 2005† | 3AFF17    |
| 66           | 18        | Day 3: 6:00 a.m. – 7:00 a.m.   | Ian Toynton           | Howard Gordon a Evan Katz                                                    | 18. dubna 2004     | 31. července 2005† | 3AFF18    |
| 67           | 19        | Day 3: 7:00 a.m. – 8:00 a.m.   | Jon Cassar            | Michael Loceff                                                               | 20. dubna 2004     | 7. srpna 2005†     | 3AFF19    |
| 68           | 20        | Day 3: 8:00 a.m. – 9:00 a.m.   | Jon Cassar            | Virgil Williams                                                              | 27. dubna 2004     | 14. srpna 2005†    | 3AFF20    |
| 69           | 21        | Day 3: 9:00 a.m. – 10:00 a.m.  | Frederick King Keller | Joel Surnow a Michael Loceff                                                 | 4. května 2004     | 21. srpna 2005†    | 3AFF21    |
| 70           | 22        | Day 3: 10:00 a.m. – 11:00 a.m. | Frederick King Keller | námět: Robert Cochran a Howard Gordon scénář: Evan Katz a Stephen Kronish    | 11. května 2004    | 28. srpna 2005†    | 3AFF22    |
| 71           | 23        | Day 3: 11:00 a.m. – 12:00 p.m. | Jon Cassar            | námět: Evan Katz a Stephen Kronish scénář: Robert Cochran a Howard Gordon    | 18. května 2004    | 4. září 2005†      | 3AFF23    |
| 72           | 24        | Day 3: 12:00 p.m. – 1:00 p.m.  | Jon Cassar            | Joel Surnow a Michael Loceff                                                 | 25. května 2004    | 4. září 2005†      | 3AFF24    |

### Čtvrtá řada (2005)
| Č. v seriálu | Č. v řadě | Původní název                  | Režie           | Scénář                                                           | Premiéra v USA  | Premiéra v ČR     | Prod. kód |
| ------------ | --------- | ------------------------------ | --------------- | ---------------------------------------------------------------- | --------------- | ----------------- | --------- |
| 73           | 1         | Day 4: 7:00 a.m. – 8:00 a.m.   | Jon Cassar      | Joel Surnow a Michael Loceff                                     | 9. ledna 2005   | 6. července 2008  | 4AFF01    |
| 74           | 2         | Day 4: 8:00 a.m. – 9:00 a.m.   | Jon Cassar      | Howard Gordon                                                    | 9. ledna 2005   | 6. července 2008  | 4AFF02    |
| 75           | 3         | Day 4: 9:00 a.m. – 10:00 a.m.  | Brad Turner     | Evan Katz                                                        | 10. ledna 2005  | 13. července 2008 | 4AFF03    |
| 76           | 4         | Day 4: 10:00 a.m. – 11:00 a.m. | Brad Turner     | Stephen Kronish                                                  | 10. ledna 2005  | 13. července 2008 | 4AFF04    |
| 77           | 5         | Day 4: 11:00 a.m. – 12:00 p.m. | Jon Cassar      | Peter M. Lenkov                                                  | 17. ledna 2005  | 20. července 2008 | 4AFF05    |
| 78           | 6         | Day 4: 12:00 p.m. – 1:00 p.m.  | Jon Cassar      | Matt Michnovetz                                                  | 24. ledna 2005  | 20. července 2008 | 4AFF06    |
| 79           | 7         | Day 4: 1:00 p.m. – 2:00 p.m.   | Ken Girotti     | Joel Surnow a Michael Loceff                                     | 31. ledna 2005  | 27. července 2008 | 4AFF07    |
| 80           | 8         | Day 4: 2:00 p.m. – 3:00 p.m.   | Ken Girotti     | námět: Matt Michnovetz scénář: Stephen Kronish a Peter M. Lenkov | 7. února 2005   | 27. července 2008 | 4AFF08    |
| 81           | 9         | Day 4: 3:00 p.m. – 4:00 p.m.   | Brad Turner     | Howard Gordon a Evan Katz                                        | 14. února 2005  | 3. srpna 2008     | 4AFF09    |
| 82           | 10        | Day 4: 4:00 p.m. – 5:00 p.m.   | Brad Turner     | Stephen Kronish a Peter M. Lenkov                                | 21. února 2005  | 3. srpna 2008     | 4AFF10    |
| 83           | 11        | Day 4: 5:00 p.m. – 6:00 p.m.   | Jon Cassar      | Joel Surnow a Michael Loceff                                     | 28. února 2005  | 10. srpna 2008    | 4AFF11    |
| 84           | 12        | Day 4: 6:00 p.m. – 7:00 p.m.   | Jon Cassar      | Howard Gordon a Evan Katz                                        | 7. března 2005  | 17. srpna 2008    | 4AFF12    |
| 85           | 13        | Day 4: 7:00 p.m. – 8:00 p.m.   | Rodney Charters | Anne Cofell Saunders                                             | 14. března 2005 | 24. srpna 2008    | 4AFF13    |
| 86           | 14        | Day 4: 8:00 p.m. – 9:00 p.m.   | Tim Iacofano    | Howard Gordon a Evan Katz                                        | 21. března 2005 | 31. srpna 2008    | 4AFF14    |
| 87           | 15        | Day 4: 9:00 p.m. – 10:00 p.m.  | Bryan Spicer    | Joel Surnow a Michael Loceff                                     | 28. března 2005 | 7. září 2008      | 4AFF15    |
| 88           | 16        | Day 4: 10:00 p.m. – 11:00 p.m. | Bryan Spicer    | námět: Robert Cochran scénář: Howard Gordon a Evan Katz          | 4. dubna 2005   | 14. září 2008     | 4AFF16    |
| 89           | 17        | Day 4: 11:00 p.m. – 12:00 a.m. | Jon Cassar      | Duppy Demetrius                                                  | 11. dubna 2005  | 21. září 2008     | 4AFF17    |
| 90           | 18        | Day 4: 12:00 a.m. – 1:00 a.m.  | Jon Cassar      | Joel Surnow a Michael Loceff                                     | 18. dubna 2005  | 28. září 2008     | 4AFF18    |
| 91           | 19        | Day 4: 1:00 a.m. – 2:00 a.m.   | Bryan Spicer    | Howard Gordon a Evan Katz                                        | 25. dubna 2005  | 5. října 2008     | 4AFF19    |
| 92           | 20        | Day 4: 2:00 a.m. – 3:00 a.m.   | Bryan Spicer    | Peter M. Lenkov                                                  | 2. května 2005  | 12. října 2008    | 4AFF20    |
| 93           | 21        | Day 4: 3:00 a.m. – 4:00 a.m.   | Kevin Hooks     | Joel Surnow a Michael Loceff                                     | 9. května 2005  | 19. října 2008    | 4AFF21    |
| 94           | 22        | Day 4: 4:00 a.m. – 5:00 a.m.   | Kevin Hooks     | Matt Michnovetz a Duppy Demetrius                                | 16. května 2005 | 26. října 2008    | 4AFF22    |
| 95           | 23        | Day 4: 5:00 a.m. – 6:00 a.m.   | Jon Cassar      | Sam Montgomery                                                   | 23. května 2005 | 2. listopadu 2008 | 4AFF23    |
| 96           | 24        | Day 4: 6:00 a.m. – 7:00 a.m.   | Jon Cassar      | Robert Cochran a Howard Gordon                                   | 23. května 2005 | 9. listopadu 2008 | 4AFF24    |

### Pátá řada (2006)
| Č. v seriálu | Č. v řadě | Původní název                  | Režie         | Scénář                                                  | Premiéra v USA  | Premiéra v ČR     | Prod. kód |
| ------------ | --------- | ------------------------------ | ------------- | ------------------------------------------------------- | --------------- | ----------------- | --------- |
| 97           | 1         | Day 5: 7:00 a.m. – 8:00 a.m.   | Jon Cassar    | Howard Gordon                                           | 15. ledna 2006  | 22. května 2009   | 5AFF01    |
| 98           | 2         | Day 5: 8:00 a.m. – 9:00 a.m.   | Jon Cassar    | Evan Katz                                               | 15. ledna 2006  | 22. května 2009   | 5AFF02    |
| 99           | 3         | Day 5: 9:00 a.m. – 10:00 a.m.  | Brad Turner   | Manny Coto                                              | 16. ledna 2006  | 29. května 2009   | 5AFF03    |
| 100          | 4         | Day 5: 10:00 a.m. – 11:00 a.m. | Brad Turner   | Joel Surnow a Michael Loceff                            | 16. ledna 2006  | 29. května 2009   | 5AFF04    |
| 101          | 5         | Day 5: 11:00 a.m. – 12:00 p.m. | Jon Cassar    | Joel Surnow a Michael Loceff                            | 23. ledna 2006  | 5. června 2009    | 5AFF05    |
| 102          | 6         | Day 5: 12:00 p.m. – 1:00 p.m.  | Jon Cassar    | David Fury                                              | 30. ledna 2006  | 5. června 2009    | 5AFF06    |
| 103          | 7         | Day 5: 1:00 p.m. – 2:00 p.m.   | Brad Turner   | Manny Coto                                              | 6. února 2006   | 12. června 2009   | 5AFF07    |
| 104          | 8         | Day 5: 2:00 p.m. – 3:00 p.m.   | Brad Turner   | Robert Cochran a Evan Katz                              | 13. února 2006  | 12. června 2009   | 5AFF08    |
| 105          | 9         | Day 5: 3:00 p.m. – 4:00 p.m.   | Tim Iacofano  | Howard Gordon a David Fury                              | 20. února 2006  | 19. června 2009   | 5AFF09    |
| 106          | 10        | Day 5: 4:00 p.m. – 5:00 p.m.   | Tim Iacofano  | Joel Surnow a Michael Loceff                            | 27. února 2006  | 19. června 2009   | 5AFF10    |
| 107          | 11        | Day 5: 5:00 p.m. – 6:00 p.m.   | Jon Cassar    | Nicole Ranadive                                         | 6. března 2006  | 26. června 2009   | 5AFF11    |
| 108          | 12        | Day 5: 6:00 p.m. – 7:00 p.m.   | Jon Cassar    | Duppy Demetrius a Matt Michnovetz                       | 6. března 2006  | 26. června 2009   | 5AFF12    |
| 109          | 13        | Day 5: 7:00 p.m. – 8:00 p.m.   | Brad Turner   | Joel Surnow a Michael Loceff                            | 13. března 2006 | 3. července 2009  | 5AFF13    |
| 110          | 14        | Day 5: 8:00 p.m. – 9:00 p.m.   | Brad Turner   | námět: Sam Montgomery scénář: Howard Gordon a Evan Katz | 20. března 2006 | 3. července 2009  | 5AFF14    |
| 111          | 15        | Day 5: 9:00 p.m. – 10:00 p.m.  | Jon Cassar    | David Ehrman                                            | 27. března 2006 | 10. července 2009 | 5AFF15    |
| 112          | 16        | Day 5: 10:00 p.m. – 11:00 p.m. | Jon Cassar    | Manny Coto a Sam Montgomery                             | 3. dubna 2006   | 10. července 2009 | 5AFF16    |
| 113          | 17        | Day 5: 11:00 p.m. – 12:00 a.m. | Brad Turner   | David Fury                                              | 10. dubna 2006  | 17. července 2009 | 5AFF17    |
| 114          | 18        | Day 5: 12:00 a.m. – 1:00 a.m.  | Brad Turner   | Howard Gordon                                           | 17. dubna 2006  | 17. července 2009 | 5AFF18    |
| 115          | 19        | Day 5: 1:00 a.m. – 2:00 a.m.   | Dwight Little | Steven Long Mitchell a Craig Van Sickle                 | 24. dubna 2006  | 24. července 2009 | 5AFF19    |
| 116          | 20        | Day 5: 2:00 a.m. – 3:00 a.m.   | Dwight Little | Joel Surnow a Michael Loceff                            | 1. května 2006  | 24. července 2009 | 5AFF20    |
| 117          | 21        | Day 5: 3:00 a.m. – 4:00 a.m.   | Brad Turner   | Manny Coto                                              | 8. května 2006  | 31. července 2009 | 5AFF21    |
| 118          | 22        | Day 5: 4:00 a.m. – 5:00 a.m.   | Brad Turner   | David Fury a Sam Montgomery                             | 15. května 2006 | 31. července 2009 | 5AFF22    |
| 119          | 23        | Day 5: 5:00 a.m. – 6:00 a.m.   | Jon Cassar    | Howard Gordon a Evan Katz                               | 22. května 2006 | 7. srpna 2009     | 5AFF23    |
| 120          | 24        | Day 5: 6:00 a.m. – 7:00 a.m.   | Jon Cassar    | Robert Cochran                                          | 22. května 2006 | 7. srpna 2009     | 5AFF24    |

### Šestá řada (2007)
| Č. v seriálu | Č. v řadě | Původní název                  | Režie         | Scénář                                                           | Premiéra v USA  | Premiéra v ČR    | Prod. kód |
| ------------ | --------- | ------------------------------ | ------------- | ---------------------------------------------------------------- | --------------- | ---------------- | --------- |
| 121          | 1         | Day 6: 6:00 a.m. – 7:00 a.m.   | Jon Cassar    | Howard Gordon                                                    | 14. ledna 2007  | 1. února 2012†   | 6AFF01    |
| 122          | 2         | Day 6: 7:00 a.m. – 8:00 a.m.   | Jon Cassar    | Manny Coto                                                       | 14. ledna 2007  | 2. února 2012†   | 6AFF02    |
| 123          | 3         | Day 6: 8:00 a.m. – 9:00 a.m.   | Brad Turner   | Evan Katz a David Fury                                           | 15. ledna 2007  | 7. února 2012†   | 6AFF03    |
| 124          | 4         | Day 6: 9:00 a.m. – 10:00 a.m.  | Brad Turner   | Robert Cochran                                                   | 15. ledna 2007  | 8. února 2012†   | 6AFF04    |
| 125          | 5         | Day 6: 10:00 a.m. – 11:00 a.m. | Milan Cheylov | Joel Surnow a Michael Loceff                                     | 22. ledna 2007  | 9. února 2012†   | 6AFF05    |
| 126          | 6         | Day 6: 11:00 a.m. – 12:00 p.m. | Milan Cheylov | Joel Surnow a Michael Loceff                                     | 29. ledna 2007  | 14. února 2012†  | 6AFF06    |
| 127          | 7         | Day 6: 12:00 p.m. – 1:00 p.m.  | Jon Cassar    | Howard Gordon a Manny Coto                                       | 5. února 2007   | 15. února 2012†  | 6AFF07    |
| 128          | 8         | Day 6: 1:00 p.m. – 2:00 p.m.   | Jon Cassar    | Evan Katz a David Fury                                           | 12. února 2007  | 16. února 2012†  | 6AFF08    |
| 129          | 9         | Day 6: 2:00 p.m. – 3:00 p.m.   | Brad Turner   | Adam E. Fierro                                                   | 12. února 2007  | 21. února 2012†  | 6AFF09    |
| 130          | 10        | Day 6: 3:00 p.m. – 4:00 p.m.   | Brad Turner   | Howard Gordon a Evan Katz                                        | 19. února 2007  | 22. února 2012†  | 6AFF10    |
| 131          | 11        | Day 6: 4:00 p.m. – 5:00 p.m.   | Tim Iacofano  | Manny Coto                                                       | 26. února 2007  | 23. února 2012†  | 6AFF11    |
| 132          | 12        | Day 6: 5:00 p.m. – 6:00 p.m.   | Tim Iacofano  | námět: Howard Gordon scénář: Evan Katz a David Fury              | 5. března 2007  | 28. února 2012†  | 6AFF12    |
| 133          | 13        | Day 6: 6:00 p.m. – 7:00 p.m.   | Jon Cassar    | Joel Surnow a Michael Loceff                                     | 12. března 2007 | 29. února 2012†  | 6AFF13    |
| 134          | 14        | Day 6: 7:00 p.m. – 8:00 p.m.   | Jon Cassar    | námět: Manny Coto a David Fury scénář: Howard Gordon a Evan Katz | 19. března 2007 | 1. března 2012†  | 6AFF14    |
| 135          | 15        | Day 6: 8:00 p.m. – 9:00 p.m.   | Brad Turner   | Howard Gordon a Manny Coto                                       | 26. března 2007 | 6. března 2012†  | 6AFF15    |
| 136          | 16        | Day 6: 9:00 p.m. – 10:00 p.m.  | Brad Turner   | Robert Cochran a Evan Katz                                       | 2. dubna 2007   | 7. března 2012†  | 6AFF16    |
| 137          | 17        | Day 6: 10:00 p.m. – 11:00 p.m. | Bryan Spicer  | David Fury                                                       | 9. dubna 2007   | 8. března 2012†  | 6AFF17    |
| 138          | 18        | Day 6: 11:00 p.m. – 12:00 a.m. | Bryan Spicer  | Matt Michnovetz a Nicole Ranadive                                | 16. dubna 2007  | 13. března 2012† | 6AFF18    |
| 139          | 19        | Day 6: 12:00 a.m. – 1:00 a.m.  | Brad Turner   | Joel Surnow a Michael Loceff                                     | 23. dubna 2007  | 14. března 2012† | 6AFF19    |
| 140          | 20        | Day 6: 1:00 a.m. – 2:00 a.m.   | Brad Turner   | Howard Gordon a Evan Katz                                        | 30. dubna 2007  | 15. března 2012† | 6AFF20    |
| 141          | 21        | Day 6: 2:00 a.m. – 3:00 a.m.   | Bryan Spicer  | Manny Coto                                                       | 7. května 2007  | 20. března 2012† | 6AFF21    |
| 142          | 22        | Day 6: 3:00 a.m. – 4:00 a.m.   | Bryan Spicer  | Howard Gordon a Evan Katz                                        | 14. května 2007 | 21. března 2012† | 6AFF22    |
| 143          | 23        | Day 6: 4:00 a.m. – 5:00 a.m.   | Brad Turner   | Joel Surnow a Michael Loceff                                     | 21. května 2007 | 22. března 2012† | 6AFF23    |
| 144          | 24        | Day 6: 5:00 a.m. – 6:00 a.m.   | Brad Turner   | Robert Cochran, Manny Coto a David Fury                          | 21. května 2007 | 27. března 2012† | 6AFF24    |

### 24 hodin: Vykoupení (2008)
| Č. v seriálu | Č. v řadě | Původní název  | Český název                                                 | Režie      | Scénář        | Premiéra v USA     | Premiéra v ČR     | Prod. kód | České řazení    |
| ------------ | --------- | -------------- | ----------------------------------------------------------- | ---------- | ------------- | ------------------ | ----------------- | --------- | --------------- |
| 1            | 1 (2)     | 24: Redemption | 24 hodin: Vykoupení (1. část) 24 hodin: Vykoupení (2. část) | Jon Cassar | Howard Gordon | 23. listopadu 2008 | 15. července 2012 | 7AFF50    | VII (1) VII (2) |

### Sedmá řada (2009)
| Č. v seriálu | Č. v řadě | Původní název                  | Režie         | Scénář                                                                | Premiéra v USA  | Premiéra v ČR     | Prod. kód | České řazení |
| ------------ | --------- | ------------------------------ | ------------- | --------------------------------------------------------------------- | --------------- | ----------------- | --------- | ------------ |
| 145          | 1         | Day 7: 8:00 a.m. – 9:00 a.m.   | Jon Cassar    | Howard Gordon a Joel Surnow a Michael Loceff                          | 11. ledna 2009  | 22. července 2012 | 7AFF01    | VII (3)      |
| 146          | 2         | Day 7: 9:00 a.m. – 10:00 a.m.  | Jon Cassar    | námět: Howard Gordon a Evan Katz scénář: Joel Surnow a Michael Loceff | 11. ledna 2009  | 29. července 2012 | 7AFF02    | VII (4)      |
| 147          | 3         | Day 7: 10:00 a.m. – 11:00 a.m. | Brad Turner   | Manny Coto a Brannon Braga                                            | 12. ledna 2009  | 5. srpna 2012     | 7AFF03    | VII (5)      |
| 148          | 4         | Day 7: 11:00 a.m. – 12:00 p.m. | Brad Turner   | David Fury a Alex Gansa                                               | 12. ledna 2009  | 12. srpna 2012    | 7AFF04    | VII (6)      |
| 149          | 5         | Day 7: 12:00 p.m. – 1:00 p.m.  | Jon Cassar    | Howard Gordon a Evan Katz                                             | 19. ledna 2009  | 19. srpna 2012    | 7AFF05    | VII (7)      |
| 150          | 6         | Day 7: 1:00 p.m. – 2:00 p.m.   | Jon Cassar    | Manny Coto a Brannon Braga                                            | 26. ledna 2009  | 26. srpna 2012    | 7AFF06    | VII (8)      |
| 151          | 7         | Day 7: 2:00 p.m. – 3:00 p.m.   | Milan Cheylov | námět: Michael Loceff scénář: Manny Coto a Brannon Braga              | 2. února 2009   | 2. září 2012      | 7AFF07    | VII (9)      |
| 152          | 8         | Day 7: 3:00 p.m. – 4:00 p.m.   | Milan Cheylov | námět: David Fury scénář: Robert Cochran a Evan Katz                  | 9. února 2009   | 2. září 2012      | 7AFF08    | VII (10)     |
| 153          | 9         | Day 7: 4:00 p.m. – 5:00 p.m.   | Milan Cheylov | David Fury                                                            | 16. února 2009  | 9. září 2012      | 7AFF09    | VII (11)     |
| 154          | 10        | Day 7: 5:00 p.m. – 6:00 p.m.   | Milan Cheylov | Manny Coto a Brannon Braga                                            | 23. února 2009  | 9. září 2012      | 7AFF10    | VII (12)     |
| 155          | 11        | Day 7: 6:00 p.m. – 7:00 p.m.   | Brad Turner   | Alex Gansa                                                            | 2. března 2009  | 16. září 2012     | 7AFF11    | VII (13)     |
| 156          | 12        | Day 7: 7:00 p.m. – 8:00 p.m.   | Brad Turner   | námět: Manny Coto a Brannon Braga scénář: Evan Katz                   | 2. března 2009  | 16. září 2012     | 7AFF12    | VII (14)     |
| 157          | 13        | Day 7: 8:00 p.m. – 9:00 p.m.   | Brad Turner   | Manny Coto a Brannon Braga                                            | 9. března 2009  | 23. září 2012     | 7AFF13    | VII (15)     |
| 158          | 14        | Day 7: 9:00 p.m. – 10:00 p.m.  | Brad Turner   | Evan Katz a Juan Carlos Coto                                          | 16. března 2009 | 23. září 2012     | 7AFF14    | VII (16)     |
| 159          | 15        | Day 7: 10:00 p.m. – 11:00 p.m. | Jon Cassar    | námět: David Fury scénář: Alex Gansa                                  | 23. března 2009 | 30. září 2012     | 7AFF15    | VII (17)     |
| 160          | 16        | Day 7: 11:00 p.m. – 12:00 a.m. | Jon Cassar    | Manny Coto a Brannon Braga                                            | 30. března 2009 | 30. září 2012     | 7AFF16    | VII (18)     |
| 161          | 17        | Day 7: 12:00 a.m. – 1:00 a.m.  | Brad Turner   | Chip Johannessen                                                      | 6. dubna 2009   | 7. října 2012     | 7AFF17    | VII (19)     |
| 162          | 18        | Day 7: 1:00 a.m. – 2:00 a.m.   | Brad Turner   | námět: Howard Gordon scénář: Manny Coto a Brannon Braga               | 13. dubna 2009  | 7. října 2012     | 7AFF18    | VII (20)     |
| 163          | 19        | Day 7: 2:00 a.m. – 3:00 a.m.   | Michael Klick | David Fury                                                            | 20. dubna 2009  | 14. října 2012    | 7AFF19    | VII (21)     |
| 164          | 20        | Day 7: 3:00 a.m. – 4:00 a.m.   | Michael Klick | námět: Juan Carlos Coto scénář: Alex Gansa a Chip Johannessen         | 27. dubna 2009  | 14. října 2012    | 7AFF20    | VII (22)     |
| 165          | 21        | Day 7: 4:00 a.m. – 5:00 a.m.   | Brad Turner   | Manny Coto a Brannon Braga                                            | 4. května 2009  | 21. října 2012    | 7AFF21    | VII (23)     |
| 166          | 22        | Day 7: 5:00 a.m. – 6:00 a.m.   | Brad Turner   | Evan Katz                                                             | 11. května 2009 | 21. října 2012    | 7AFF22    | VII (24)     |
| 167          | 23        | Day 7: 6:00 a.m. – 7:00 a.m.   | Jon Cassar    | David Fury a Alex Gansa                                               | 18. května 2009 | 28. října 2012    | 7AFF23    | VII (25)     |
| 168          | 24        | Day 7: 7:00 a.m. – 8:00 a.m.   | Jon Cassar    | námět: Manny Coto a Brannon Braga scénář: Howard Gordon               | 18. května 2009 | 28. října 2012    | 7AFF24    | VII (26)     |

### Osmá řada (2010)
| Č. v seriálu | Č. v řadě | Původní název                  | Režie            | Scénář                                                         | Premiéra v USA  | Premiéra v ČR      | Prod. kód |
| ------------ | --------- | ------------------------------ | ---------------- | -------------------------------------------------------------- | --------------- | ------------------ | --------- |
| 169          | 1         | Day 8: 4:00 p.m. – 5:00 p.m.   | Brad Turner      | Howard Gordon a Evan Katz                                      | 17. ledna 2010  | 8. října 2013      | 8AFF01    |
| 170          | 2         | Day 8: 5:00 p.m. – 6:00 p.m.   | Brad Turner      | námět: Howard Gordon scénář: Manny Coto a Brannon Braga        | 17. ledna 2010  | 9. října 2013      | 8AFF02    |
| 171          | 3         | Day 8: 6:00 p.m. – 7:00 p.m.   | Milan Cheylov    | David Fury a Alex Gansa                                        | 18. ledna 2010  | 10. října 2013     | 8AFF03    |
| 172          | 4         | Day 8: 7:00 p.m. – 8:00 p.m.   | Milan Cheylov    | Chip Johannessen a Patrick Harbinson                           | 18. ledna 2010  | 11. října 2013     | 8AFF04    |
| 173          | 5         | Day 8: 8:00 p.m. – 9:00 p.m.   | Brad Turner      | námět: Howard Gordon scénář: Evan Katz a Alex Gansa            | 25. ledna 2010  | 13. října 2013     | 8AFF05    |
| 174          | 6         | Day 8: 9:00 p.m. – 10:00 p.m.  | Brad Turner      | Manny Coto a Brannon Braga                                     | 1. února 2010   | 14. října 2013     | 8AFF06    |
| 175          | 7         | Day 8: 10:00 p.m. – 11:00 p.m. | Milan Cheylov    | Chip Johannessen a Patrick Harbinson                           | 8. února 2010   | 15. října 2013     | 8AFF07    |
| 176          | 8         | Day 8: 11:00 p.m. – 12:00 a.m. | Milan Cheylov    | David Fury                                                     | 15. února 2010  | 16. října 2013     | 8AFF08    |
| 177          | 9         | Day 8: 12:00 a.m. – 1:00 a.m.  | Brad Turner      | námět: Alex Gansa scénář: Chip Johannessen a Patrick Harbinson | 22. února 2010  | 17. října 2013     | 8AFF09    |
| 178          | 10        | Day 8: 1:00 a.m. – 2:00 a.m.   | Brad Turner      | Manny Coto a Brannon Braga                                     | 1. března 2010  | 18. října 2013     | 8AFF10    |
| 179          | 11        | Day 8: 2:00 a.m. – 3:00 a.m.   | Nelson McCormick | Evan Katz a David Fury                                         | 8. března 2010  | 20. října 2013     | 8AFF11    |
| 180          | 12        | Day 8: 3:00 a.m. – 4:00 a.m.   | Nelson McCormick | Chip Johannessen a Patrick Harbinson                           | 15. března 2010 | 21. října 2013     | 8AFF12    |
| 181          | 13        | Day 8: 4:00 a.m. – 5:00 a.m.   | Milan Cheylov    | námět: Howard Gordon scénář: Manny Coto a Brannon Braga        | 22. března 2010 | 22. října 2013     | 8AFF13    |
| 182          | 14        | Day 8: 5:00 a.m. – 6:00 a.m.   | Milan Cheylov    | námět: Evan Katz scénář: Alex Gansa                            | 29. března 2010 | 23. října 2013     | 8AFF14    |
| 183          | 15        | Day 8: 6:00 a.m. – 7:00 a.m.   | Brad Turner      | Chip Johannessen a Patrick Harbinson                           | 5. dubna 2010   | 25. října 2013     | 8AFF15    |
| 184          | 16        | Day 8: 7:00 a.m. – 8:00 a.m.   | Brad Turner      | Manny Coto a Brannon Braga                                     | 5. dubna 2010   | 27. října 2013     | 8AFF16    |
| 185          | 17        | Day 8: 8:00 a.m. – 9:00 a.m.   | Milan Cheylov    | David Fury                                                     | 12. dubna 2010  | 28. října 2013     | 8AFF17    |
| 186          | 18        | Day 8: 9:00 a.m. – 10:00 a.m.  | Milan Cheylov    | Chip Johannessen a Patrick Harbinson                           | 19. dubna 2010  | 29. října 2013     | 8AFF18    |
| 187          | 19        | Day 8: 10:00 a.m. – 11:00 a.m. | Michael Klick    | Manny Coto a Brannon Braga                                     | 26. dubna 2010  | 30. října 2013     | 8AFF19    |
| 188          | 20        | Day 8: 11:00 a.m. – 12:00 p.m. | Michael Klick    | námět: Alex Gansa scénář: Evan Katz a Alex Gansa               | 3. května 2010  | 31. října 2013     | 8AFF20    |
| 189          | 21        | Day 8: 12:00 p.m. – 1:00 p.m.  | Milan Cheylov    | Chip Johannessen a Patrick Harbinson                           | 10. května 2010 | 1. listopadu 2013  | 8AFF21    |
| 190          | 22        | Day 8: 1:00 p.m. – 2:00 p.m.   | Milan Cheylov    | David Fury                                                     | 17. května 2010 | 3. listopadu 2013  | 8AFF22    |
| 191          | 23        | Day 8: 2:00 p.m. – 3:00 p.m.   | Brad Turner      | Shauna McGarry a Geoff Aull                                    | 24. května 2010 | 12. listopadu 2013 | 8AFF23    |
| 192          | 24        | Day 8: 3:00 p.m. – 4:00 p.m.   | Brad Turner      | Howard Gordon                                                  | 24. května 2010 | 13. listopadu 2013 | 8AFF24    |

### Devátá řada: 24 hodin: Dnes neumírej (2014)
| Č. v seriálu | Č. v řadě | Původní název                  | Režie         | Scénář                                                              | Premiéra v USA    | Premiéra v ČR     | Prod. kód |
| ------------ | --------- | ------------------------------ | ------------- | ------------------------------------------------------------------- | ----------------- | ----------------- | --------- |
| 193          | 1         | Day 9: 11:00 a.m. – 12:00 p.m. | Jon Cassar    | Evan Katz a Manny Coto                                              | 5. května 2014    | 19. června 2015   | 9AFF01    |
| 194          | 2         | Day 9: 12:00 p.m. – 1:00 p.m.  | Jon Cassar    | Robert Cochran a David Fury                                         | 5. května 2014    | 19. června 2015   | 9AFF02    |
| 195          | 3         | Day 9: 1:00 p.m. – 2:00 p.m.   | Adam Kane     | Sang Kyu Kim a Patrick Somerville                                   | 12. května 2014   | 26. června 2015   | 9AFF03    |
| 196          | 4         | Day 9: 2:00 p.m. – 3:00 p.m.   | Adam Kane     | Patrick Harbinson                                                   | 19. května 2014   | 26. června 2015   | 9AFF04    |
| 197          | 5         | Day 9: 3:00 p.m. – 4:00 p.m.   | Omar Madha    | Sang Kyu Kim a Patrick Somerville                                   | 26. května 2014   | 3. července 2015  | 9AFF05    |
| 198          | 6         | Day 9: 4:00 p.m. – 5:00 p.m.   | Omar Madha    | David Fury                                                          | 2. června 2014    | 3. července 2015  | 9AFF06    |
| 199          | 7         | Day 9: 5:00 p.m. – 6:00 p.m.   | Jon Cassar    | Tony Basgallop                                                      | 9. června 2014    | 10. července 2015 | 9AFF07    |
| 200          | 8         | Day 9: 6:00 p.m. – 7:00 p.m.   | Jon Cassar    | Robert Cochran                                                      | 16. června 2014   | 10. července 2015 | 9AFF08    |
| 201          | 9         | Day 9: 7:00 p.m. – 8:00 p.m.   | Milan Cheylov | námět: Evan Katz a Manny Coto scénář: Tony Basgallop a Sang Kyu Kim | 23. června 2014   | 17. července 2015 | 9AFF09    |
| 202          | 10        | Day 9: 8:00 p.m. – 9:00 p.m.   | Milan Cheylov | námět: Robert Cochran a Manny Coto a Evan Katz scénář: Adam DaSilva | 30. června 2014   | 17. července 2015 | 9AFF10    |
| 203          | 11        | Day 9: 9:00 p.m. – 10:00 p.m.  | Jon Cassar    | Robert Cochran a David Fury                                         | 7. července 2014  | 24. července 2015 | 9AFF11    |
| 204          | 12        | Day 9: 10:00 p.m. – 11:00 a.m. | Jon Cassar    | Manny Coto a Evan Katz                                              | 14. července 2014 | 24. července 2015 | 9AFF12    |

## Speciály
Seriál má speciální miniepizody - DVD bonusy - v délce okolo 5 minut.
| Série | Název                                                          | Režie         | Scénář         | Premiéra v USA                                                                 | Poznámky                            |
| ----- | -------------------------------------------------------------- | ------------- | -------------- | ------------------------------------------------------------------------------ | ----------------------------------- |
| 4     | Season 4 Prequel                                               |               |                | 7. prosince 2004                                                               | před dílem 4x01, bonus DVD 3        |
| 5     | Season 5 Prequel                                               |               |                | 6. prosince 2005                                                               | před dílem 5x01, bonus DVD 4        |
| 6     | Season 6 Prequel                                               |               |                | 5. prosince 2006                                                               | před dílem 6x01, bonus DVD 5        |
| 6     | 24: Day 6 Debrief 09:00:00 09:42:22 10:31:02 10:33:05 10:37:02 | Michael Klick |                | 21. května 2007 28. května 2007 4. června 2007 11. června 2007 18. června 2007 | po dílu 6x24 webseriál, bonus DVD 6 |
| 8     | Chloe's Arrest                                                 | Howard Gordon | Michael Klick  | 8. listopadu 2010                                                              | po dílu 8x24, bonus DVD 8           |
| 9     | Solitary                                                       | Adam DaSilva  | Jordan Goldman | 30. září 2014                                                                  | po dílu 9x12, bonus DVD 9           |